# بيوتيفول لايف (أغنية ليديا كنعان)
بيوتيفول لايف (الإنجليزيّة: Beautiful Life) أغنية للفنانة ليديا كنعان. صدرت الأغنية في يوليو/تمور 1995 كأول أغنية مفردة من ألبومها الأول المسجل في إستديو «ذا ساوند أوف لوف» (الإنجليزيّة: The Sound Of Love).

قُدِّمت الأغنية للمحطات الإذاعيّة ووسائل الإعلام في مهرجان ميدم الموسيقيّ في مدينة كان الفرنسيّة في فبراير/شباط 1995. ومن ثم أُطلقت الأغنية عالمياً في ربيع العام ذاته من قِبل شركة «بلز-8 للتسجيلات» (الإنجليزيّة: Pulse-8 Records) حيث حصلت الأغنية على إشادة نقديّة دوليّة، وأثارت موجة من المقارنات بينها وسيلين ديون وشير وتينا ترنر (مجلة بيلبورد وميوزيك ويك). كما قامت ليديا بعدها بجولة ترويجيّة في المملكة المتحدة وتم بث الأغنية في المملكة المتحدة وعموم أوروبا وفي جنوب إفريقيا وفي الشرق الأوسط. عام 1998 عُرضت الأغنية على شبكة «تالنت نت» الخاصة بمجلة بيلبورد وتصدّرت القوائم بالمرتبة الأولى لأشهر، كما صوَّت لها الأيقونة الإذاعيّة كايسي قاسم.

## إم تي في أوروبا
قامت ليديا كنعان بأداء أغنية «بيوتيفول لايف» في حفل إطلاق قناة إم تي في أوروبا الذي حدث في مدينة بيروت اللبنانيّة، بمشاركة باتو بانتون وفرقة «أوربان كوكي كوليكتيف» (الإنجليزيّة: Urban Cookie Collective) وروزالا يوم 12 مايو/أيَّار 1995. كما قال رئيس إم تي في أوروبا خلال مؤتمر صحفيّ: «إم تي في فخورة ومتمتعة بامتياز بث فيديوهات ليديا في ميوزيك نون ستوب شو... كل من في إم تي في أحبّ ليديا وأغانيها وأدائها.»

## الأثر
اختار رئيس جنوب أفريقيا نيلسون منديلا أغنية «بيوتيفول لايف» كأغنية لحدث خيريّ أُقيم تحت رعايته في جنوب أفريقيا.

## تصوير الأغنية
صوَّرت ليديا كنعان فيديو كليب لأغنية «بيوتيفول لايف» في كلٍّ من إستديوهات كانالوت ومنزل سيون وقلعة دوق نورثمبرلاند في مدينة لندن في إنجلترا.

## روابط خارجية
- «بيوتيفول لايف»
- فيديو أغنية «بيوتيفول لايف»